# 提卡坡

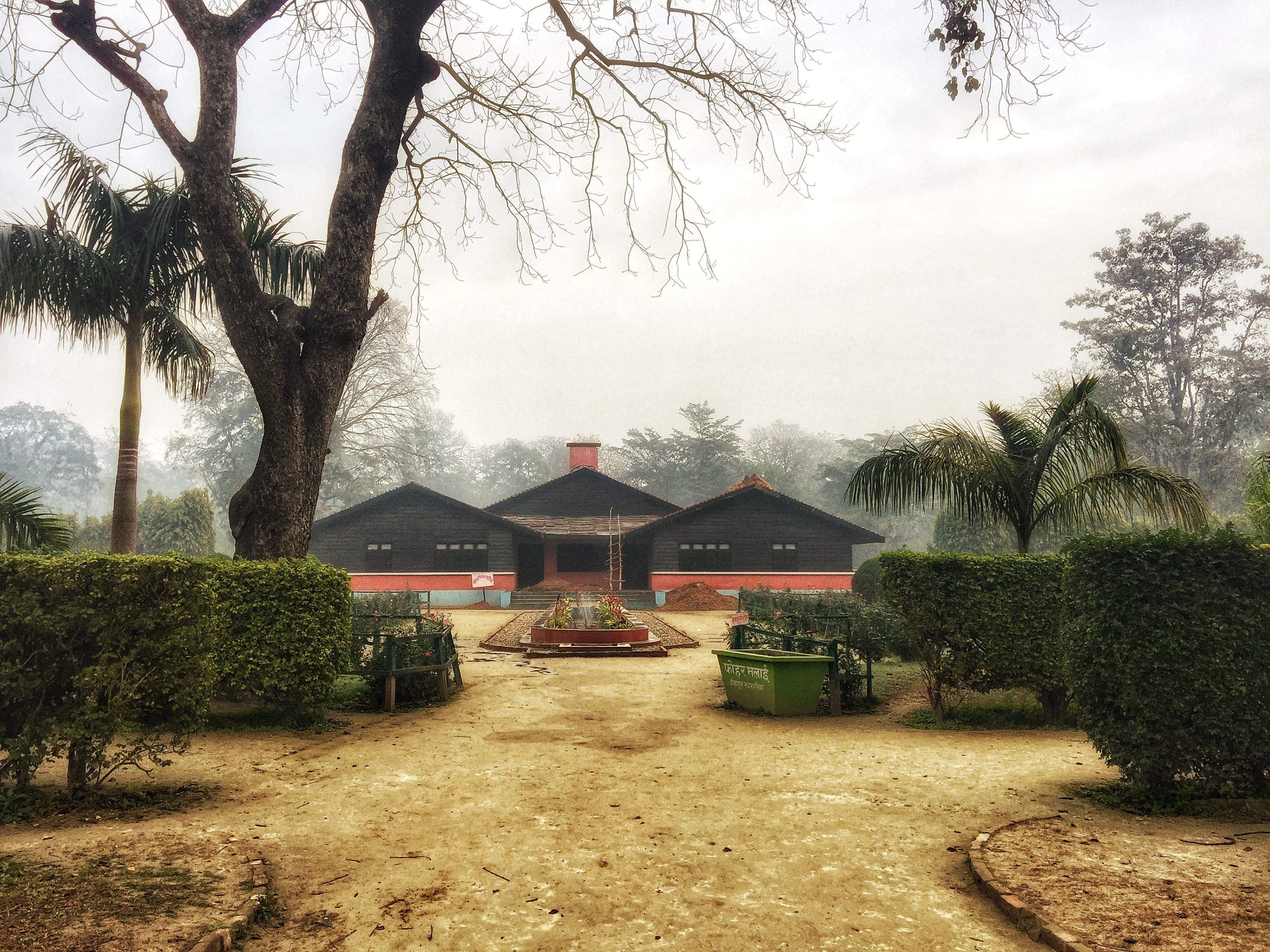
提卡坡

提卡坡是尼泊爾的市鎮，位於該國西部，距離與印度接壤的邊境約15公里，由遠西省負責管轄，該鎮以盛產香蕉聞名，海拔高度160米，2011年人口56,127。

## 外部連結
- UN map of the municipalities of Kailali District （页面存档备份，存于）